# Acetátová deska

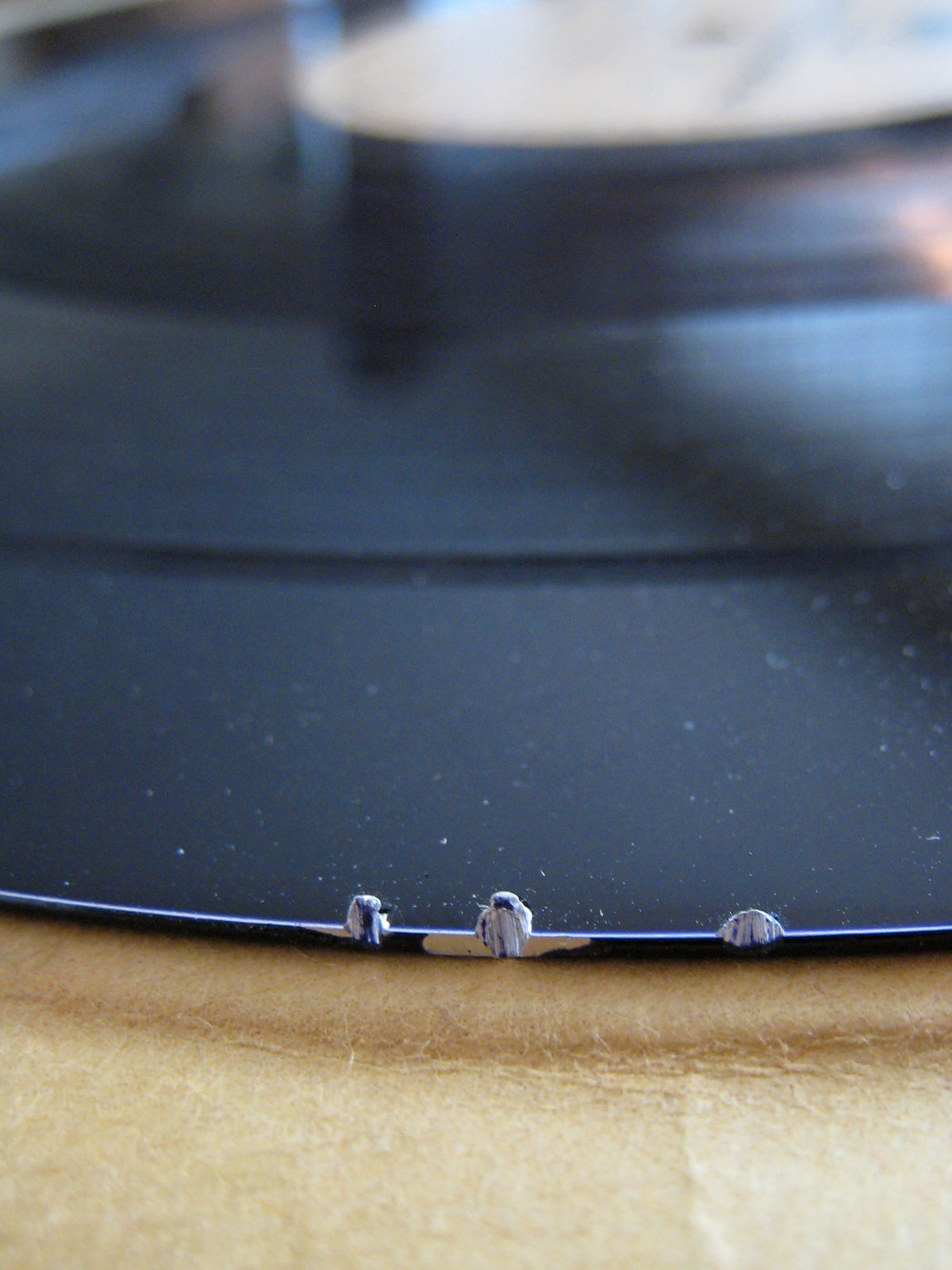
Acetátová deska

Acetátová deska je druh gramofonové desky. Tyto desky byly vyráběny pro testovací účely, a to kopírováním z hlavního záznamu (tzv. master), nejčastěji z magnetické pásky. Navzdory názvu neobsahují žádný acetát, jsou vyráběny z hliníku, na němž je tenká vrstva nitrocelulózového laku. Ve většině případů vznikla pouze jedna acetátová deska, což z nich dělá velmi ceněnou sběratelskou záležitost. Například původní acetátová deska alba The Velvet Underground & Nico od skupiny The Velvet Underground, kterou majitel zakoupil na pouličním trhu za 75 centů, byla prodána za více než 25 tisíc dolarů. Nahrávka s coververzí písně „That's All Right“ v podání Elvise Presleyho byla roku 2013 prodána za 64 tisíc eur.